# Charlie Joirkin
Charlie Joirkin est une actrice française née le 16 avril 1994. Originaire de Voiron dans l'Isère, elle a étudié trois ans au Conservatoire de Nice.

## Filmographie

### Télévision
- 2010 : Mes deux amours : l'adolescente
- 2011 : Cœur Océan : Juliette
- 2011 : Week-end chez les toquées : Alex
- 2012 - 2014 : Plus belle la vie : Émilie Leroux #1 (saison 9 à 11)
- 2014 : Duel au soleil : Laura (saison 1, épisode 3)
- 2014 : Fais pas ci, fais pas ça : Astrid
- 2014 : Meurtres au mont Ventoux : Marie Bréhat
- 2015 : Le Mystère du lac de Jérôme Cornuau : Chloé Delval
- 2015 : Le Sang de la vigne : Chiara
- 2015 : Joséphine, ange gardien : Chloé Bailly (épisode Dans la tête d'Antoine)
- 2015 : La Stagiaire : Margaux Roussel (épisode, Pas de vague)
- 2015 : Caïn : Cécile (épisode, Le crépuscule des idoles)
- 2016 : Les Petits Meurtres d'Agatha Christie : Dorothée Mellul (épisode, La Mystérieuse Affaire de Styles)
- 2016 : Contact d'Elsa Bennett et Hippolyte Dard : Isabelle Adam
- 2017 : Les Chamois de Philippe Lefebvre : Jessica Bernard
- 2019 : Pour Sarah de Frédéric Berthe : Infirmière
- 2020 : Camping Paradis : Tara (épisode Telles mères, telles filles)
- 2020 : Un si grand soleil : Louise
- 2021 : Crime à Biot de Christophe Douchand : Julie Caron
- 2022 : Simon Coleman de Nicolas Copin : Sophie Madrier
- 2022 : Tandem : Maïa Chomette (saison 6, épisode 7)
- 2023 : Meurtres sur la côte bleue de Marjolaine De Lécluse : Mélanie
- 2024 : Monsieur Parizot de Nicolas Copin : Jennifer Maillard
- 2024 : Master Crimes de Marwen Abdallah et Elsa Marpeau : Vanessa Thevenin (saison 2, épisode 3)
- 2025 : A Priori de Benoît Masocco : Gabrielle (saison 1, épisode 7)
- 2025 : Soleil noir (mini-série Netflix) : Céline

### Web-séries
- 2016 : Les Dieux Des Hommes : Sarah